# Alexis Piron
Alexis Piron, talvolta italianizzato come Alessio Pirone, (Digione, 9 luglio 1689 – Parigi, 21 gennaio 1773) è stato un poeta e drammaturgo francese.

## Biografia
Alexis Piron nacque a Digione il 9 luglio 1689. Definito da Sainte-Beuve come la personificazione dell'allegria e del mimetismo, esercitò le sue doti di epigrammista mordace contro i letterati della sua epoca, tra i quali Voltaire.
Tra le sue opere, si ricorda soprattutto la vivace commedia del 1738 La mania del poetare (La Mètromanie), ricca di satira e arguzia.

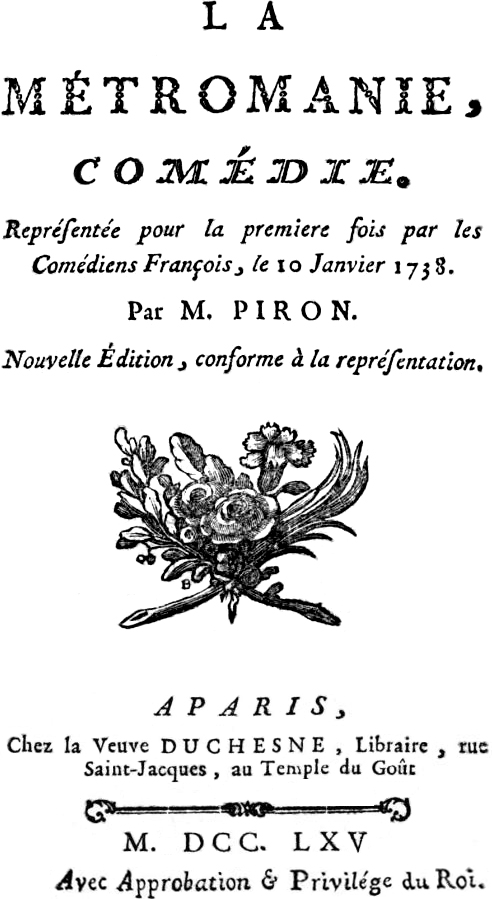
Frontespizio de La Métromanie di Alexis Piron

## Opere
Teatro
- Arlequin Deucalion, monologo (1722)
- L’Endriague, opera comica musicata da Jean-Philippe Rameau (1723)
- Les Enfants de la joie, commedia (1725)
- L’École des pères ou les Fils ingrats, commedia in versi (1728)
- Callisthène, tragedia (1730)
- Gustave Wasa, tragedia (1733)
- L'Amant mystérieux, commedia in versi (1734)
- Les Courses de Tempé, pastorale musicata da Jean-Philippe Rameau (1734)
- La Métromanie (La mania del poetare), commedia in versi (1738)
- Fernand Cortez ou Montezume, tragédie (1744)
- La Rose, ou les Fêtes de l’hymen, opera comica in prosa (1752)

Poesie
- Ode à Priape (Ode a Priapo), poesia erotica (1710)
- Voyage de Piron à Beaune (1717)
- Le batiment de S. Sulpice, ode (1744)
- Dithyrambe sur la campagne et la convalescence du roi (1744)
- Poésies diverses (1787)
- Les Épîtres
- Épigrammes